# Oyé Béavogui
Pour les articles homonymes, voir Béavogui.
Oyé Beavogui, né le 23 mars 1992 à N’Zérékoré au sud-est de la Guinée, est un homme politique et députe à l'Assemblée nationale de la République de Guinée,.

## Biographie et études
Fils d'Oueret et de Fanta Cissé, Oyé a fait ses études pré-universitaire et universitaire en Guinée.
Il obtient en 2015 une licence en droit public de Université Général Lansana Conté de Sonfonia.
Il a fait ses études secondaires à l'école Sainte-Thérèse de Macenta.

## Parcours politique
En avril 2017, il est devenu président de l’unité d’action des jeunes et amis de Macenta.
Depuis 2017, il est président du conseil national de la Jeunesse de la Révolution Démocratique Africaine (JRDA)
Entre avril 2018 et avril 2020, il est secrétaire général par intérim du parti démocratique de Guinée-rassemblement démocratique africain (PDG-RDA)
Du 22 avril 2020 au 5 septembre 2021, il était député à l’Assemblée nationale de la république de Guinée sous la présidence d'Amadou Damaro Camara.

### Parcours professionnel
En mai 2016, il s'engage comme bénévole au programme[Lequel ?] des Nations unies, il fait un stage au ministère de l’unité nationale et de la citoyenneté de juin en août 2016 puis un stage au tribunal de première instance de Conakry II en tant que secrétariat du greffier entre mai 2017 et mars 2019.